# Ernemont-Boutavent
 Ernemont-Boutavent  es una comuna y población de Francia, en la región de Picardía, departamento de Oise, en el distrito de Beauvais y cantón de Songeons.
Su población en el censo de 1999 era de 154 habitantes.
Está integrada en la Communauté de communes de la Picardie Verte.

## Demografía
| 143 | 185 | 162 | 149 | 140 | 154 |
| Para los censos de 1962 a 1999 la población legal corresponde a la población sin duplicidades (Fuente: INSEE [Consultar]) |     |     |     |     |     |

- Datos: Q1337357
- Multimedia: Ernemont-Boutavent / Q1337357

1. ↑  Worldpostalcodes.org, código postal n.º 60380.
2. ↑  INSEE, Datos de población para el año 2012 de Ernemont-Boutavent (en francés).